# 阿爾巴尼亞宮
阿爾巴尼亞宮 （羅馬化：Palata »Albanija«）是位於塞爾維亞貝爾格勒特雷茲吉廣場的一座高層建築，開業於1940年。阿爾巴尼亞宮是東南歐第一座高層建築。在很長一段時間內，阿爾巴尼亞宮都是貝爾格勒最高的建築。1944年10月20日，南斯拉夫紅軍解放了這座建築。
44°48′54″N 20°27′36″E / 44.81500°N 20.46000°E